# Gerichtsbezirk Waidhofen an der Thaya
Der Gerichtsbezirk Waidhofen an der Thaya ist einer von 24 Gerichtsbezirken in Niederösterreich und ist deckungsgleich mit dem Bezirk Waidhofen an der Thaya. Der übergeordnete Gerichtshof ist das Landesgericht Krems an der Donau.

## Gemeinden
Einwohner: Stand 1. Jänner 2024

### Städte
- Groß-Siegharts (2674)
- Raabs an der Thaya (2634)
- Waidhofen an der Thaya (5206)

### Marktgemeinden
- Dietmanns (1045)
- Dobersberg (1554)
- Gastern (1165)
- Karlstein an der Thaya (1457)
- Kautzen (1068)
- Ludweis-Aigen (875)
- Thaya (1468)
- Vitis (2692)
- Waldkirchen an der Thaya (486)
- Windigsteig (948)

### Gemeinden
- Pfaffenschlag bei Waidhofen an der Thaya (926)
- Waidhofen an der Thaya-Land (1292)